# Leon Clum
Leon L. Clum (Duchouquet, Ohio, 3 augustus 1923 - 1 oktober 1990) was een Amerikaans autocoureur. In 1960, 1961 en 1962 schreef hij zich in voor de Indianapolis 500, maar hij wist zich geen enkele keer te kwalificeren. De eerste race was ook onderdeel van het Formule 1-kampioenschap. Tussen 1959 en 1962 schreef hij zich ook in voor acht USAC Championship Car-races, waarin hij zich slechts één keer kwalificeerde. Dit was tijdens de Tony Bettenhausen 200 op de Milwaukee Mile, maar hij viel in de 173ste ronde van 200 ronden uit door een mechanisch probleem.